# قلعة فين
قلعة فين هي قلعة تاريخية تعود إلى العصور الوسطى الإسلامية، وتقع في ناحية فين، مقاطعة بندر عباس.